# سودا ارگینجی
سودا ارگینجی (ترکی استانبولی: Sevda Erginci؛ زادهٔ ۳ اکتبر ۱۹۹۳) بازیگر اهل ترکیه است.
وی از سال ۲۰۱۲ میلادی تاکنون مشغول فعالیت بوده است. از فیلم‌ها یا برنامه‌های تلویزیونی که وی در آن ایفای نقش کرده است می‌توان به رز سیاه، زندگی گاهی شیرین است، سیب ممنوعه و رستاخیز: امپراتوری بزرگ سلجوقی اشاره کرد.